# 도로표시

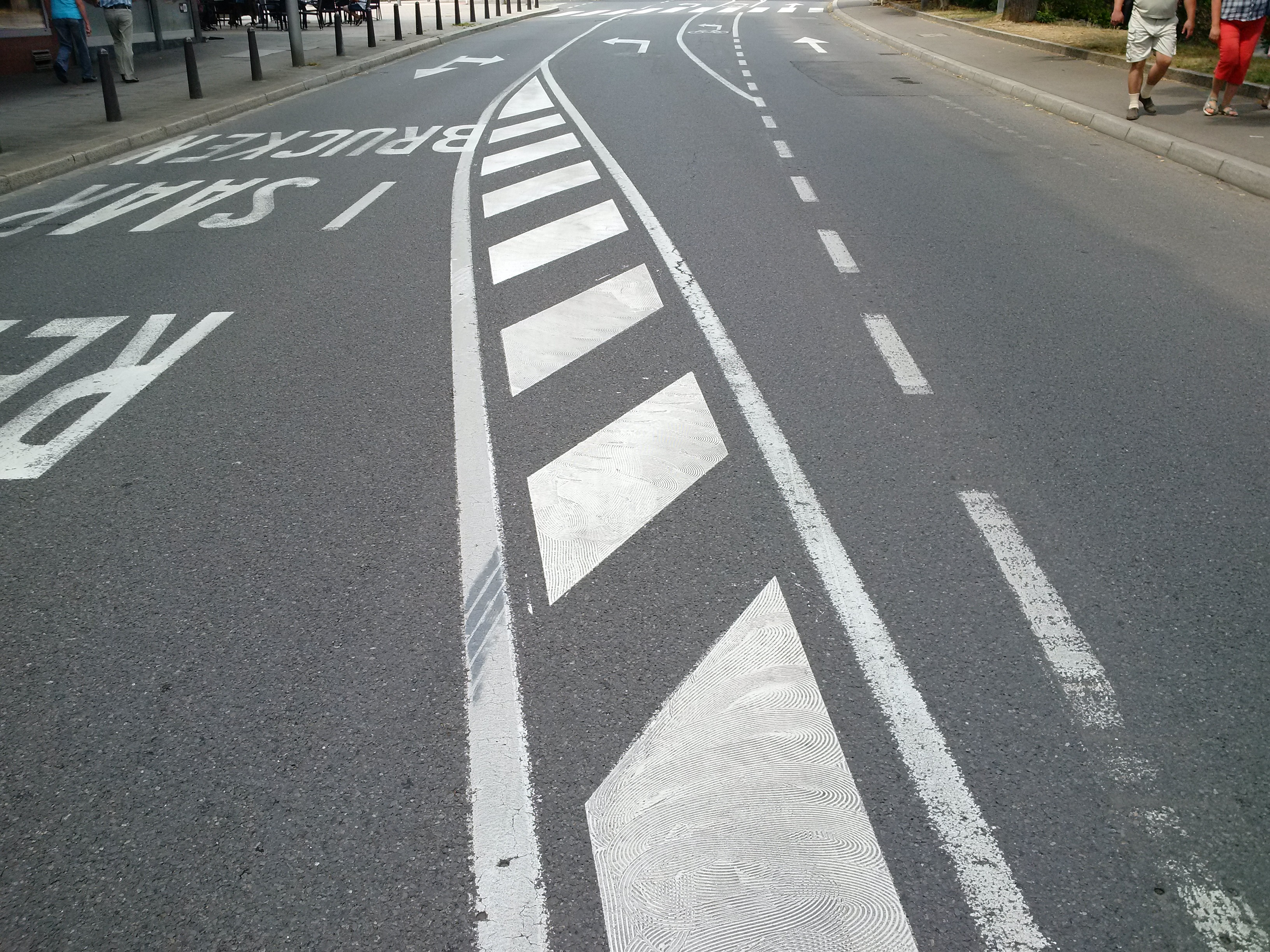

도로표시(道路標示)는 노면 부분에 차선과 도로교통에 관한 규제와 지시를 표시하는 것으로, 노면표시(路面標示, road surface marking)라고도 한다.

## 역사
1911년 미국 미시간주 웨인 군에 있는 트렌턴 강변도로에 중앙선을 처음으로 도색한 것이 미국 최초이자 세계 최초의 노면표시로, 이 개념은 에드워드 N. 하인즈(en:Edward N. Hines) 미시간주 웨인군 도로회장에 의해 고안되었다.

## 기계적인 도로표시
- 표지병 : 캣츠아이(cat's eye)라고도 한다.
- 럼블 스트립(rumble strip) :

## 비기계적인 도로표시
- 페인트
- 열가소성 플라스틱
- 플라스틱
- 에폭시

## 국가별 도로표시 정보

### 대한민국
대한민국의 도로표시는 행정자치부령인 도로교통법 시행규칙 별표 6 부분의 주의표지, 규제표지, 지시표지, 보조표지, 노면표시 중 노면표시가 도로표시에 해당하는 부분이다.
- 중앙선표시
- 유턴구역선표시
- 차선표시
- 버스전용차로표시
- 길가장자리구역선표시
- 진로변경제한선표시
- 노상장애물표시
- 우회전금지표시
- 좌회전금지표시
- 직진금지표시
- 좌우회전금지표시
- 유턴금지표시
- 주차금지표시
- 정차·주차금지표시
- 속도제한표시
- 서행표시
- 일시정지표시
- 양보표시
- 주차표시
- 정차금지지대표시
- 유도선표시
- 좌회전유도차로표시
- 유도표시
- 회전교차로양보선표시
- 횡단보도예고표시
- 정지선표시
- 안전지대표시
- 횡단보도표시
- 자전거횡단도표시
- 자전거전용도로표시
- 어린이보호구역표시
- 노인보호구역표시
- 장애인보호구역표시
- 진행방향표시
- 진행방향 및 방면 표시
- 비보호좌회전표시
- 차로변경표시
- 오르막경사면표시

## 같이 보기
- 도로표지